# アンリ・リヴィエール

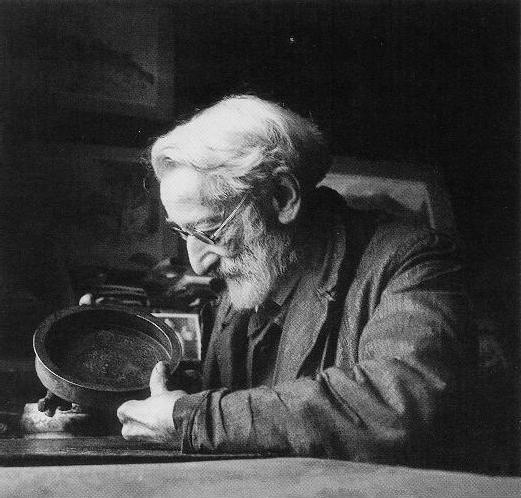
アンリ・リヴィエール

アンリ・リヴィエール（Henri Rivière, 1864年3月11日 - 1951年8月24日）は、フランス・パリ出身のポスト印象派の画家。ジャポニスムに深い影響を受け、葛飾北斎の『富嶽三十六景』にちなんで作られた『エッフェル塔三十六景』が有名。日本では、フランスの浮世絵師と謳われることが多いが、リヴィエール自身は訪日したことはない。しかし、浮世絵を収集し、独学で木版画技術を習得、フランスの自然の微妙な表情を、素朴で澄明な作品を生み出したとされている。

## 略歴

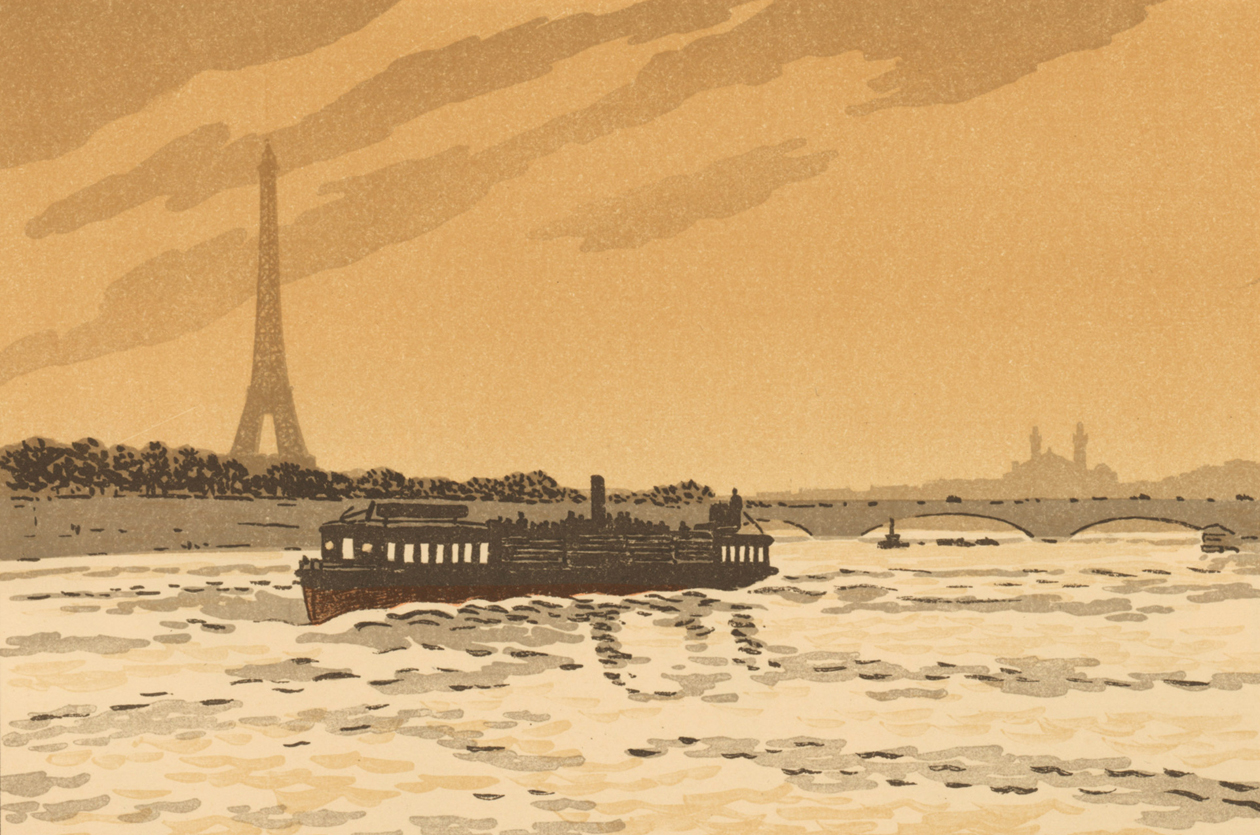
『エッフェル塔三十六景』

パリで生まれた。父親は装身具商で音楽家であった。1870年に普仏戦争でパリが包囲されたとき、家族は父親の故郷のアクス＝レ＝テルムに避難した。1873年にパリに戻った後、父親が没し、経済的理由で転居し、そこで後に有名な画家となるポール・シニャックと隣人となり、友人となった。1875年に母親が再婚し、再び転居しなければならなかったが、しばしばシニャックを訪れた。商業学校に入れられたがすぐに退学し、商人として働いた後、義父の知り合いの肖像画家、エミール・ビンに絵を学び始めるが、1年半後に、ビンが没し、その後は一緒に学んだシニャックに学ぶことになった。
1882年に近代的なキャバレーの始まりとされる「ル・シャ・ノワール」の創立者ロドルフ・サリスと知り合い、「ル・シャ・ノワール」が発行する週刊新聞の編集者として雇われ、詩や記事や挿絵を描いた。画業の分野ではギュスターヴ・ドレの影響を受けて、銅版画を描くが、自らの才能が木版画にあることに気づいた。「ル・シャ・ノワール」の美術監督を務め、1888年から「ル・シャ・ノワール」が閉店する1897年まで、映画の先駆けとなった「テアートル・ドンブル（影絵芝居）」を上映するなど、舞台美術の分野で革新的な仕事を行った。
1897年に「ル・シャ・ノワール」が閉店した後、日本美術に詳しいラングウェイル夫人（Florine Langweil）と知り合い、リヴィエールは日本の浮世絵に興味を持った。すでに「ジャポニズム」はフランスで高い人気を得ていた。この時期から以下のような浮世絵に影響を感じさせる版画集の製作を行った。
- Aspects de la nature (1897-1899)
- Paysages parisiens (1900)
- Féerie des heures (1901-1902)
- Beaux pays de Bretagne (1914)

没後、『エッフェル塔三十六景』（Les Trente-six Vues de la Tour Eiffel、(1989) ISBN 2-904057-39-0）が出版された。
1912年にイタリアに移った後、日本的な題材を扱わなくなった。